# Reiley
Rani Petersen (født 24. november 1997), kendt under kunstnernavnet Reiley, er færøsk sanger og influencer. 
I 2023 vandt han Dansk Melodi Grand Prix som den første færing nogensinde. Han repræsenterede dermed Danmark ved Eurovision Song Contest 2023 med sangen "Breaking My Heart" , dog uden at komme videre til finalen.

## Diskografi

### EP'er
- 2021 – BRB, Having an Identity Crisis

### Singler
- 2021 – Let It Ring [3]
- 2021 – Superman
- 2022 – Blah Blah Blah
- 2022 – Moonlight (with AB6IX)
- 2023 – Breaking My Heart